# Athena (Wrestlerin)
Adrienne Reese (* 31. August 1988 in Dallas, Texas), bekannt unter ihren Ringnamen Ember Moon und Athena, ist eine US-amerikanische Wrestlerin. Aktuell steht sie bei All Elite Wrestling unter Vertrag, zuvor war sie bei WWE aktiv. Ihr bislang größter Erfolg ist der Erhalt der ROH Women's World Championship.

## Karriere im Wrestling

### Anfänge (2007–2010)
Ihre ersten Matches im Wrestling absolvierte Adrienne Reese im Jahr 2007. Zunächst trat sie unter dem Ringnamen Athena vor allem bei Veranstaltungen der Promotions Professional Championship Wrestling und Anarchy Championship Wrestling auf.
Bei letzterer erhielt sie am 29. Mai 2010 mit der ACW American Joshi Championship auch ihren ersten Titel im Wrestling, als sie im Rahmen der Storyline die vorherige Titelträgerin Rachel Summerlyn sowie Lillie Mae in einem Triple-Threat-Match besiegen durfte. Den Titel gab sie jedoch bereits 15 Tage später, am 13. Juni 2010, wieder an Summerlyn ab.

### Verschiedene Organisationen (2010–2015)
Am 11. September 2010 folgte bei SHIMMER Volume 33 das Debüt Reeses bei Shimmer Women Athletes, wobei sie in einem Tag-Team-Match gemeinsam mit Jessie Brooks eine Niederlage gegen Rachel Summerlyn und Jessica James einstecken musste. In der folgenden Zeit trat sie für verschiedene Organisationen auf. Am 18. September 2011 erhielt sie bei ACW Evolution Of The Revolution 2 zum zweiten Mal die ACW American Joshi Championship von der nun als Lady Poison auftretenden Jessica James. Diese hielt sie bis zum 15. Januar 2012 für 119 Tage.
Einen weiteren Titel hielt sie mit der ACW Televised Championship zwischen dem 20. Januar und dem 23. Juni 2013. Zudem durfte sie bei Absolute Intense Wrestling am 29. März 2014 die AIW Women’s Championship gewinnen. Diese hielt sie bis zum 24. April 2015 für mehr als ein Jahr und insgesamt 391 Tage lang. Rund drei Monate später, am 10. Juli 2015, erhielt sie den Titel erneut, um ihn am 11. September 2015 endgültig an Candice LeRae abzugeben.

### WWE (2015–2021)

#### NXT (2015–2018)
Wenig später debütierte sie am 10. Oktober 2015 im Rahmen einer Houseshow bei WWE NXT. Dort verlor sie an der Seite von Gionna Daddio ein Tag-Team-Match gegen Alexa Bliss und Peyton Royce. Zunächst trat Reese bei NXT unter ihrem bürgerlichen Namen an. Erst im Juni 2016 erhielt sie ihren neuen Ringnamen Ember Moon.
In der Folge trat sie mehrfach bei Houseshows gegen Asuka um die NXT Women’s Championship an, durfte den Titel jedoch zu diesem Zeitpunkt nicht gewinnen. Zu Beginn des Jahres 2017 fehdete sie dann auch in den TV-Shows gegen die Titelträgerin und verlor bei NXT TakeOver: Orlando am 1. April 2017 ein weiteres Titelmatch, ebenso wie bei NXT TakeOver: Brooklyn III am 19. August 2017. Schließlich durfte sie den Titel, nachdem dieser aufgrund einer Verletzung sowie des folgenden Aufstiegs Asukas in das Hauptroster für vakant erklärt worden war, am 18. November 2017 bei NXT TakeOver: WarGames gewinnen. Hierbei besiegte sie Kairi Sane, Nikki Cross und Peyton Royce in einem Fatal-Four-Way-Match. Den Titel gab sie wegen ihres bevorstehenden eigenen Wechsels ins Hauptroster am 7. April 2018 bei NXT TakeOver: New Orleans an Shayna Baszler ab.

#### Hauptroster (2018–2020)
Zwei Tage später debütierte sie bei Raw, wo sie gemeinsam mit Nia Jax ein Tag-Team-Match gegen Alexa Bliss und Mickie James gewinnen durfte. Eine Woche später absolvierte sie auch ihr erstes Singles-Match und gewann dieses gegen James.
Am 7. Mai 2018 qualifizierte sich Reese mit einem Sieg gegen Ruby Riott und Sasha Banks in einem Triple-Threat-Match bei Raw für das Money-in-the-Bank-Ladder-Match bei der gleichnamigen Veranstaltung am 17. Juni. Dieses durfte sie jedoch nicht gewinnen. Danach bestritt sie nur noch kleinere Matches in der Womens Division von Raw, ins Titelgeschehen rückte sie nie.
Im Rahmen des Superstar Shake-Ups 2019 wechselte Moon am 16. April 2019 von Raw zu SmackDown. Sie nahm am Money in the Bank Ladder Match am 19. Mai 2019 teil, das Match gewann sie jedoch nicht. Am 11. August 2019 verlor sie ein Match um den SmackDown Women’s Championship gegen Bayley beim WWE SummerSlam.

#### Rückkehr zu NXT (2020–2021)
Nach ihrer schweren Verletzung, kehrte sie am 4. Oktober 2020 zurück. Sie absolvierte ein Auftritt bei NXT TakeOver: Takeoff to NXT TakeOver, wo sie nach dem Match um die NXT Women's Championship auftauchte. Bei NXT TakeOver: WarGames IV am 6. Dezember 2020, bestritt sie zusammen mit Shotzi Blackheart, Rhea Ripley und Io Shirai ein War Games-Match, dieses verloren sie jedoch. Im Januar 2021 nahm sie am ersten Dusty Rhodes Women's Tag Team Classic teil. Sie erreichte zusammen mit Shotzi Blackheart das Finale. Bei dem Finale am 14. Februar 2021 bei NXT TakeOver: Vengeance Day verloren sie gegen Dakota Kai und Raquel González.
Am 10. März 2021 gewann sie zusammen mit Blackheart, die NXT Women’s Tag Team Championship. Hierfür besiegten sie Dakota Kai und Raquel González. Die Regentschaft hielt 55 Tage und verloren die Titel, schlussendlich am 4. Mai 2021 an Candice LeRae und Indi Hartwell. Am 4. November 2021 wurde sie zusammen mit anderen Superstars nach insgesamt 6 Jahren von der WWE entlassen.

### All Elite Wrestling und Ring of Honor (seit 2022)
Nach dem Ende ihrer WWE-Karriere nahm sie ihren alten Ringnamen Athena wieder an und fehdete mit AEW-Star Thunder Rosa um den Warrior Wrestling Women's Championship. Bei einer Veranstaltung am 12. Februar 2022 kämpfte sie um den Titel, erreichte aber nur ein Unentschieden nach Ablauf des Zeitlimits.
Am 29. Mai 2022 trat sie erstmals offiziell bei All Elite Wrestling an. Bei Double or Nothing am 29. Mai 2022 griff sie in ein Match zwischen Jade Cargill, Anna Jay und Kris Stratlander ein. Ihr erstes Match hatte sie am 3. Juni 2022 bei AEW Rampage gegen Kiera Hogan, das sie gewinnen durfte. Sie kämpfte im Anschluss erfolglos um die AEW TBS Championship gegen Cargill und die AEW Women’s World Championship gegen Toni Storm. 2023 nahm sie am Owen Hart Cup teil und kam bis ins Halbfinale.
Athena trat auch bei Ring of Honor an, wo sie am 19. Dezember 2022 die ROH Women's World Championship gewinnen durfte. Sie verteidigte den Titel mehrfach und ist derzeit weiterhin Champion.

## Privatleben
Reese ist mit dem Wrestler Matthew Palmer verheiratet.

## Erfolge
World Wrestling Entertainment
- 1× NXT Women's Tag Team Champion mit Shotzi Blackheart
- 1× NXT Women’s Champion

Absolute Intense Wrestling
- 2× AIW Women’s Champion

Anarchy Championship Wrestling
- 3× ACW American Joshi Champion
- 1× ACW Televised Championship

Pro Wrestling Alliance
- PWA Women's Championship (1×)[32]

Reality of Wrestling
- 1× ROW Diamonds Division Champion

Ring of Honor
- ROH Women's World Championship (1×)

Women Superstars Uncensored / Combat Zone Wrestling
- Queen and King of the Ring (2013) – mit A. R. Fox[33]

Pro Wrestling Illustrated
- Platz 18 der 50 besten Wrestlerinnen der PWI Female 50 (2017)[34]
- Platz 6 der 250 besten Wrestlerinnen der PWI Women's 250 (2023)[35]